# رجیستر (وبگاه)
رجیستر (به انگلیسی: The Register) وب‌گاهی بریتانیایی است که به اخبار فناوری می‌پردازد. این وب‌گاه در سال ۱۹۹۴ توسط جان لتیس و مایک ماگی به عنوان یک خبرنامه با نام «اتصال ارزان» راه‌اندازی شد. مایک ماگی در سال ۲۰۰۱ رجیستر را به دلیل پرداختن بیش از حد وب‌گاه به بخش نرم‌افزار و غفلت از بخش سخت‌افزار ترک کرد و وب‌گاه اینکوایر را دایر کرد.